# Voznesenivka
Voznesenivka (in ucraino Вознесенівка?) è un centro abitato dell'Ucraina, situato nell'oblast' di Luhans'k. Dall'aprile 2014 è de facto parte della Repubblica Popolare di Lugansk. La città è stata rinominata nel 2016, ma per le autorità russe mantiene il nome precedente, ovvero Čevornopartyzans'k (in russo Червонопартизанск?, Červonopartizansk).